# Danny Fink
Danny Fink (* 7. Mai 1963) ist ein US-amerikanischer Sommerbiathlet.
Danny Fink lebt in Morgantown. Er ist seit Mitte der 1990er Jahre einer der US-amerikanischen Spitzenathleten im Sommerbiathlonsport. Er nahm erstmals 1997 in Krakau an Sommerbiathlon-Weltmeisterschaften teil. 1998 erreichte er in Osrblie die Ränge 60 im Sprint und 57 im Verfolgungsrennen. 1999 nahm er in Minsk erneut teil, ebenso 2000 in Chanty-Mansijsk. Dort erreichte er die Ränge 35 im Sprint und 24 im Verfolgungsrennen. Auch für die WM 2001 in Jamrozowa Polana war Fink qualifiziert, doch nach den Anschlägen vom 11. September wurde das US-Team zurückgezogen. Danach folgte die nächste WM-Teilnahme Finks erst 2005 in Muonio, wo er die Ränge 24 im Sprint wie auch 21 in der Verfolgung erreichte. Die nächste WM wurden die Titelkämpfe 2008 in Haute-Maurienne, wo die Platzierungen von 2005 wiederholt wurden. 2009 trat Fink bei seinen sechsten Weltmeisterschaften an. In Oberhof erreichte er die Platzierungen 52 im Sprint und 47 in der Verfolgung. Bestes internationales Ergebnis war der Sieg beim tschechischen Sommerbiathlon-Cup 2000. National erreichte er bei den Meisterschaften mehrere Medaillengewinne. Fink ist verheiratet und hat zwei Kinder.